# Nick Offerman

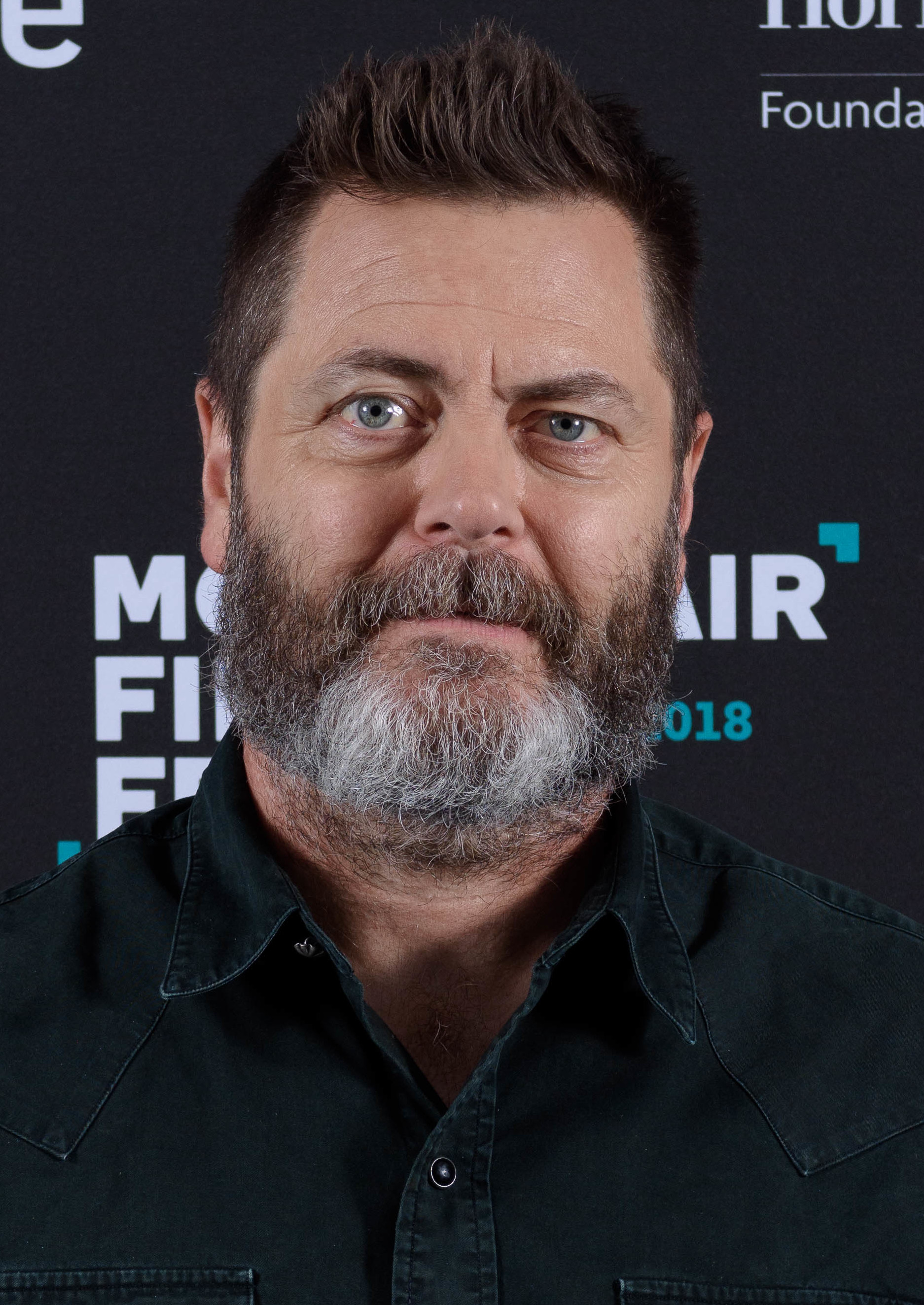
Nick Offerman beim Montclair Film Festival (2018)

Nick Offerman (* 26. Juni 1970 in Joliet, Illinois) ist ein US-amerikanischer Schauspieler.
Bekannt wurde er vor allem durch seine Rolle in Parks and Recreation, einer amerikanischen NBC Sitcom, als Ron Swanson.

## Leben
Offerman ist in Minooka, Illinois aufgewachsen. 1993 wurde er Bachelor of Fine Arts der University of Illinois at Urbana-Champaign.
Sein Schauspieldebüt gab Offerman 1997 mit einer Rolle in dem Film Der lange Weg der Leidenschaft. Vom Jahr 2009 bis 2015 war er als Ron Swanson, einer der Hauptfiguren in der Fernsehserie Parks and Recreation, zu sehen. 2011 wurde er für diese Rolle mit einem Television Critics Association Award ausgezeichnet. Außerdem wurde Offerman für seine Darstellung als Bill in der HBO Max Serie The Last of us mit einem Emmy Award in der Kategorie "Outstanding guest Actor in a Drama Series" ausgezeichnet.
Offerman ist mit der Schauspielerin Megan Mullally verheiratet. In der Serie Parks and Recreation spielte Mullally Ron Swansons zweite Ex-Ehefrau, Tammy II.

## Positionen
Im Zuge des US-Präsidentschaftswahlkampf 2024 unterstützte Offerman die demokratische Kandidatin Kamala Harris und veröffentlichte das Musikvideo Proud to Be a Kamala Man, das die Melodie eines von Donald Trump im Wahlkampf verwendeten Liedes Lee Greenwoods verwendet. Offerman deutet im Liedtext an, sich von der Republikanischen Partei distanziert zu haben.

## Filmografie (Auswahl)
- 1997: Der lange Weg der Leidenschaft (Going All the Way)
- 1999: The West Wing – Im Zentrum der Macht (The West Wing, Fernsehserie, Folge 1x05)
- 2001: Speaking of Sex
- 2002: Mord nach Plan (Murder by Numbers)
- 2003: King of Queens (The King of Queens, Fernsehserie, Folge 6x09)
- 2003, 2005: Gilmore Girls (Fernsehserie, 2 Folgen)
- 2005: Miss Undercover 2 – Fabelhaft und bewaffnet (Miss Congeniality 2: Armed and Fabulous)
- 2005: Sin City
- 2005: Monk (Fernsehserie, Folge 3x15)
- 2006: CSI: NY (Fernsehserie, Folge 2x16)
- 2009: Männer, die auf Ziegen starren (The Men Who Stare at Goats)
- 2009–2015, 2020: Parks and Recreation (Fernsehserie, 125 Folgen)
- 2010: All Beauty Must Die (All Good Things)
- 2012: 21 Jump Street
- 2013: Wir sind die Millers (We’re the Millers)
- 2013: Kings of Summer (The Kings of Summer)
- 2013: Tuna
- 2013: Paradise
- 2014: The LEGO Movie (Stimme von Metalbeard)
- 2014: The Gunfighter (Erzählstimme/Off-Stimme)
- 2014: Reine Männersache (Date and Switch)
- 2014: 22 Jump Street
- 2015: Picknick mit Bären (A Walk in the Woods)
- 2015: Ich und Earl und das Mädchen (Me and Earl and the Dying Girl)
- 2015: Brooklyn Nine-Nine (Fernsehserie, Folge 3x08)
- 2015: Fargo (Fernsehserie, 5 Folgen)
- 2015: Mr. Collins’ zweiter Frühling (Danny Collins)
- 2015: You, Me and the Apocalypse (Fernsehserie, Folge 1x03)
- 2016: Sing (Stimme)
- 2016: The Founder
- 2017: The Little Hours
- 2017: Der schrille Klang der Freiheit (The House of Tomorrow)
- 2018: Herzen schlagen laut (Hearts Beat Loud)
- 2018: Bad Times at the El Royale
- 2019: The LEGO Movie 2
- 2019: Lucy in the Sky
- 2019: Good Omens (Fernsehserie, 2 Folgen)
- 2020: Psychedelische Abenteuer: Have a Good Trip! (Have a Good Trip: Adventures in Psychedelics, Dokumentarfilm)
- 2020: Devs (Miniserie, 8 Folgen)
- seit 2021: The Great North (Fernsehserie, Stimme)
- 2022: Pam & Tommy (Miniserie, 5 Folgen)
- 2023: The Last of Us (Fernsehserie, Folge 1x03, Liebe mich, wie ich es will)
- 2023: Origin
- 2023: Party Down (Fernsehserie, Folge 3x03)
- 2023: Dumb Money – Schnelles Geld (Dumb Money)
- 2023: Candy Cane Lane – Eine Weihnachtsgeschichte (Candy Cane Lane)
- 2024: Civil War
- 2024: The Umbrella Academy (Fernsehserie, 6 Folgen)
- 2024: The Life of Chuck
- 2025: Mission: Impossible – The Final Reckoning
- 2025: Sovereign
- 2025: Die Schlümpfe: Der große Kinofilm (Smurfs, Stimme von Ken)